# 古川孝次
古川 孝次（ふるかわ こうじ、1949年4月12日 - ）は、日本プロ麻雀連盟に所属する競技麻雀のプロ雀士。愛知県名古屋市出身、多摩美術大学卒業。日本プロ麻雀連盟1期生、段位は九段。鳳凰戦Ａ1リーグ所属。

## 人物
- MONDO21の麻雀番組にはプロ麻雀最強戦（2002年9月放送開始）が初出場で、その際のキャッチフレーズは｢尾張のブル・ファイター｣であった。

- その後モンド麻雀プロリーグには第10回モンド名人戦（2016年2月放送開始）に14年ぶりに出場した。

- 鳴き仕掛けを多用しつつも、華麗に放銃を回避するスタイルは、「サーフィン打法」と称される。

- 1999～2001年まで、鳳凰戦を3連覇する。

- 2019年12月には70歳にしてA1リーグ1位となり、鳳凰戦決勝卓に進むも、藤崎智に敗れ2位に終わる。

- 2021年12月には72歳にしてA1リーグ1位となり、鳳凰戦決勝卓に進むも、佐々木寿人に敗れ2位に終わる。

## 獲得タイトル
- 阿佐田杯（第7期・第9期・第10期・第11期）
- 鳳凰位 3連覇（第16期・17期・18期）[2]

など。